# Бакумовка (Ракитнянский район)
Бакумовка (укр. Бакумівка) — село, входит в Ракитнянский район Киевской области Украины.
Население по переписи 2001 года составляло 455 человек. Почтовый индекс — 09638. Телефонный код — 4562. Занимает площадь 10 км². Код КОАТУУ — 3223785002.

## Местный совет
09623, Київська обл., Рокитнянський район, с. Ромашки, вул. Леніна, 23

## История
В государственном архиве Киевской области имеется «ведомость о чиншовой шляхте и прочих обитателях не входящих в оклад 1795 года октября 30 дня Киевской губернии неразделённом селении Бакумовки Васильковского уезда состоящем вь действительном владении господина генерал поручика и кавалера Александра Яковлевича Протасова по всемилостевейшему Ея Императорского Величества пожалованию вь 1-й день маия сего 1795 года»(ф. 280, опись 2, дело 6, страница 357). Александр Яковлевич Протасов умер 27.03.1799 года. В фондах центрального государственного исторического архива г. Киева, по ул. Соломянской 24, за 1804 год (фонд 127, опись 1012, справа 1251, страница 635) имеется «Метрическая Книга 1804 года епархии Киевской Васильковского духовного правления 4-й части благочиния церкви Покровской села Ромашек всемилостивийше пожалованное во временное владение его превосходительства Киевского гражданского губернатора Петра Прокофьевича Панкратьева».
Село казённого ведомства и управляется государственными чиновниками, например, в 1808 году на территории села находился коллежский регистратор Демиденко.
Екстракт метрических книг содержит следующую информацию о селе Ромашки и присёлке Бакумовка, относящихся к Ромашковской парафии:
- Ф.127 оп.1012 спр.1165 (плёнки)) за 1800 год — в приходе имелось 110 дворов,
- Ф.127 оп.1012 спр.1183 № 377 за 1801 год — в приходе имелось 130 дворов,
- Ф.127 оп.1012 спр.1214 № 504 за 1803 год — в приходе имелось 132 двора,
- Ф.127 оп.1012 спр.1251 № 635 за 1804 год — в приходе имелось 135 дворов,
- Ф.127 оп.1012 спр.1263 за 1806 год — в приходе имелось 110 дворов,
- Ф.127 оп.1012 спр.1305 за 1809 год — в приходе имелось 149 дворов,
- Ф.127 оп.1012 спр.1351 за 1812 год — в приходе имелось 143 двора.
- Ф.127 оп.1012 спр.1392 за 1815 год — в приходе имелось 100 двора.
- Ф.127 оп.1012 спр.1452 за 1819 год — в приходе имелось 154 двора.
- Ф.127 оп.1012 спр.1467 за 1820 год — в приходе имелось 154 двора.
- Ф.127 оп.1012 спр.1483 за 1821 год — в приходе имелось 162 двора.
- Ф.127 оп.1012 спр.1452 за 1824 год — в приходе имелось 167 дворов и 2 души.
- Ф.127 оп.1012 спр.1614 за 1829 год — в приходе имелось 185 дворов.
- Ф.127 оп.1012 спр.1632 за 1830 год — в приходе имелось 189 дворов.

С 1810 по 1816 год в клировых ведомостях этих двух сел Васильковского повита военных и разночинцев не было. В метрической книге за 1817 год за № 57 указано «5.12.1817 года в жителя Ромашковского дворянина Ивана Демского и жены его Параскевы родилась дочь Варвара». 1824,1828 год"военных и разночинцев не было. Всего жителей, крестьян их жен и детей-1510 человек." В 1828 году в Ромашках и Бакумовке к исповеди приступили жители с фамилиями — Стовбыра, Стодольный, Субота, Сыч (унтер-офицер), Слободяник, Соломка, Сторчевые, Кутовенко, Ковтун (солдат), Кутовый, Кушта, Кондратенко, Лисовол, Зубриєнко, Прокопенко, Полывяный, Билецький,Бойко, Билобров, Бондаренко, Багрий, Бабак, Вакуленко, Драпой, Дубовый, Онищенко, Мазиенко, Гуцало, Голованенко, Головань, Мурга, Мурженко, Тарасенко, Ткаченко, Токар, Ходак, Федорченко, Шевченко, Шокера. С 1830 года в разделе о рождённых метрической книги запись звучит следующим образом «…жителя деревни Бакумовка помещика Николая Петрова Трофимова крестьянина Власа Григорьева Токаря…». В росписях помещик 1 и 2 слуги. В росписях за 1832 год появились дворовые, семья шляхтичей Соколовских — 12 человек, а жители деревни Бакумовка и Ромашки посполитые крестьяне были закреплены за помещиком коммерции советником Николаем Петровичем Трофимовым из Киева, купцом с большим капиталом, часть которого была вложена в сахарный завод в Рокитном и на деньги которого была куплена из государственного фонда земля в Бакумовке и Ромашках.
В исповедных росписях Покровской церкви с. Ромашок за 1840 год имеются следующие фамилии жителей: отставной унтер — офицер Федорченко Иван Яковлев, крестьяне Фёдор Тарасиев Ковтун, Прокопец, Гой, Пустовийт, Кривобок, Коваленко, Бабак, Бойко, Билецкий, Билобров, Бондаренко, Слободяник, Огиренко, Вишенский Григорий Яковлевич, Василенко, Тарасенко, Зубриенко, Кучеренко (в бродении), Кутовой, Голубец, Майка, Куприян, Полывяный, Онищенко, Стовбыра, Трофим Мурга (Бакумовка), Дубовый, Багрий, Яценко, Билоус, Демяненко, Токар…
«Клировые ведомости о церкви Покровской, состоящей Васильковского уезда Киевской епархии в селе Ромашки за 1864 год» ф.127 оп.1011 спр.366а стр. 91 сообщают о церкви и жизни сел Ромашки и Бакумовка следующее:
«1. Церковь сия построена в 1843 году тщанием помещицы с. Ромашек Александрой Андреевной Трофимовой. В церковь с утварью и книгами вложено ею 70 тысяч рублей серебром…
19.Приходское училище заведено в 1860 году. Оно помещено в дом деревянный, управляет им Флор Минович Мизецкий».
Флор Минович Мизецкий, священник в с. Ромашках с 27.05.1837 по 1864 г., сын дьяка. Он окончил курс Киевской духовной семинарии, преподавал в Богуславском духовном училище имел должность помощника инспектора училища. 28.04.1837 года обвенчался с дочерью священника с. Телешовка представительницей старинного дворянского рода Анастасией Куликовской.
С 1864 года школой управляет Виктор Флорович Мизецкий, сын Флора Миновича.
В клировых ведомостях к церковным росписям за 1864 год ф.127 оп.1015 спр.1044 указано «Учитель народной школы Блинов Иван Васильев 28 лет отроду ранее преподавал в Корсунском училище князя Лопухина».
Население сел Ромашки и Бакумовка в 1864 году значительно увеличилось, и в 247 дворах проживало 2053 человека. Крестьяне старались отдать детей в школу, понимая, что время меняется. Кроме того, у помещика Маслова, зятя Александры Трофимовой, трое детей: Николай — 6 лет, Мария — 5 лет, Анна — 4 года. Им необходимо хорошее образование, поэтому учителей выписывали с самого престижного на то время учебного заведения.
В церковных росписях за 1881 год указано, что «учителем в школе с. Ромашки в сем году есть Лебединский Василий Феропонтович».
В церковных росписях за 1887 год указано, что учителем в школе с. Ромашки в сем году есть Иоан Владимирович Корчинский преподаватель Корсунского училища князя Лопухина.
1896—1910 год — учитель в школе с. Ромашки Трофимий Михайлович Гороновский, который с помощью пожертвований Н.Терещенко (сахарный магнат) и крестьян сел Ромашки и Бакумовка в 1896 году построил новую церковную школу с двухкомнатной квартирой для учителя и мастерскими. В 1903 году школа получила статус державного училища.
В 1892 году земли с имением, которые числились в Ромашках, переходят к Бакумовке. На постое в 1892 году военные офицеры и солдаты в количестве от 322 человек, в клировых ведомостях села Бакумовка появляются 3 мещан. В 1900 году в с. Бакумовке с помощью пожертвований Н.Терещенко (сахарный магнат) построена церковнопарафияльная школа, «в которой учитель Клебановский Устин Александрович». Село имеет 13 мещан и 504 военных на постое. 1914 год — 22 мещан и с. Бакумовка уже местечко с имением и спиртовым заводом (винокурней), принадлежащей помещику Махновскому. Жители православные, иудеи, католики, штунды. Увеличивается количество учеников в школе но свой статус, церковнопарафияльной, школа села Бакумовка сохранила до 1917 года. Устин Александрович Клебановский преподавал в ней до 1920 года.